# Mats Solheim
Mats Solheim, né le 3 décembre 1987 à Loen en Norvège, est un ancien footballeur norvégien qui évolue au poste d'arrière droit.

## Biographie

### Sogndal Fotball
Né  à Loen en Norvège, Mats Solheim commence sa carrière au Stryn TIL (en), où il joue initialement au poste d'attaquant, il rejoint le Sogndal Fotball à l'été 2006. Le club évolue en deuxième division norvégienne lorsqu'il joue son premier match en professionnel, le 20 août 2006, lors d'une rencontre de championnat face au FK Haugesund. Son équipe s'incline sur le score de deux buts à zéro ce jour-là.
Solheim progresse régulièrement avec son club. Il est l'auteur d'un doublé en deuxième division le 23 août 2009, lors de la réception du Notodden FK. Il termine ensuite premier de deuxième division en 2010, étant ainsi sacré champion. Il découvre l'Eliteserien avec Sogndal lors de la saison suivante, en 2011. Il joue son premier match dans l'élite du football norvégien le 17 avril 2011 contre le Tromsø IL (0-0). Avec son club il parvient à se maintenir en première division à l'issue de la saison.

### Kalmar FF
Alors qu'il est sollicité par plusieurs formations il s'engage avec le club suédois du Kalmar FF en janvier 2012. Il se blesse cependant gravement pendant la pré-saison, en février, touché aux ligaments croisés antérieur du genou, il est absent durant toute la saison 2012. 
Il fait sa première apparition avec le Kalmar FF le 31 mars 2013, lors de la première journée de la saison 2013 d'Allsvenskan face au Syrianska FC. Il entre en jeu ce jour-là à la place de Paulus Arajuuri et s'illustre en inscrivant également son premier but sous ses nouvelles couleurs, participant à la victoire de son équipe (0-3).

### Hammarby IF
Juste avant la saison 2015, Mats Solheim s'engage avec l'Hammarby IF, pour un contrat de trois ans. Il joue son premier match pour Hammarby le 8 avril 2015, face à l'IF Elfsborg, en championnat (1-1). Solheim inscrit son premier but pour Hammarby le 30 avril 2015, contre l'Örebro SK, en championnat. Titularisé, il égalise de la tête alors que son équipe est menée d'un but, et les deux formations se séparent sur un match nul (2-2 score final).

### Stabæk
En fin de contrat avec l'Hammarby IF en fin d'année 2019, Solheim s'engage librement le 27 novembre 2019 et pour trois ans avec le Stabæk Fotball, faisant ainsi son retour dans son pays natal.
Solheim inscrit son premier but pour le Stabæk Fotball le 30 juillet 2020, lors d'une rencontre de championnat face au FK Bodø/Glimt. Il est titularisé et les deux équipes se séparent sur un match nul de deux partout. Le 10 octobre 2020, il marque son deuxième but pour le club, face au Aalesunds FK, en championnat. Titulaire, il participe à la victoire de son équipe par quatre buts à zéro. Il s'agit du dernier but de sa carrière de footballeur.
En août 2021, Solheim met un terme à sa carrière professionnelle à l'âge de 33 ans. Il a alors déjà trouvé un emploi dans une banque de Stryn, située non loin de sa ville natale, pour sa vie après le football,.

## Palmarès
Sogndal Fotball
- Championnat de Norvège D2 (1) :
  - Champion : 2010.

## Statistiques
| Saison                | Club                  | Championnat           | Championnat | Championnat | Coupe(s) nationale(s) | Coupe(s) nationale(s) | Total | Total |
| Saison                | Club                  | Division              | M.          | B.          | M.                    | B.                    | M.    | B.    |
| 2006                  | Sogndal Fotball       | D2                    | 8           | 0           | -                     | -                     | 8     | 0     |
| 2007                  | Sogndal Fotball       | D2                    | 18          | 3           | -                     | -                     | 18    | 3     |
| 2008                  | Sogndal Fotball       | D2                    | 30          | 5           | -                     | -                     | 30    | 5     |
| 2009                  | Sogndal Fotball       | D2                    | 15          | 5           | -                     | -                     | 15    | 5     |
| 2010                  | Sogndal Fotball       | D2                    | 23          | 1           | 2                     | 0                     | 25    | 1     |
| 2011                  | Sogndal Fotball       | D1                    | 25          | 4           | 4                     | 1                     | 29    | 5     |
| Sous-total            | Sous-total            | Sous-total            | 119         | 18          | 6                     | 1                     | 125   | 19    |
| 2012                  | Kalmar FF             | D1                    | -           | -           | -                     | -                     | 0     | 0     |
| 2013                  | Kalmar FF             | D1                    | 24          | 3           | 3                     | 1                     | 27    | 4     |
| 2014                  | Kalmar FF             | D1                    | 26          | 2           | 1                     | 0                     | 27    | 2     |
| Sous-total            | Sous-total            | Sous-total            | 50          | 5           | 4                     | 1                     | 54    | 6     |
| 2015                  | Hammarby IF           | D1                    | 26          | 2           | -                     | -                     | 26    | 2     |
| 2016                  | Hammarby IF           | D1                    | 16          | 2           | -                     | -                     | 16    | 2     |
| 2017                  | Hammarby IF           | D1                    | 27          | 1           | 2                     | 0                     | 29    | 1     |
| 2018                  | Hammarby IF           | D1                    | 15          | 0           | 3                     | 0                     | 18    | 0     |
| 2019                  | Hammarby IF           | D1                    | 27          | 3           | 5                     | 1                     | 32    | 4     |
| Sous-total            | Sous-total            | Sous-total            | 111         | 8           | 10                    | 1                     | 121   | 9     |
| 2020                  | Stabæk Fotball        | D1                    | 29          | 2           | -                     | -                     | 29    | 2     |
| 2021                  | Stabæk Fotball        | D1                    | 12          | 0           | -                     | -                     | 12    | 0     |
| Sous-total            | Sous-total            | Sous-total            | 41          | 2           | -                     | -                     | 41    | 2     |
| Total sur la carrière | Total sur la carrière | Total sur la carrière | 321         | 33          | 20                    | 3                     | 341   | 36    |